# Chapelle Saint-Martin-du-Cardonnet
La chapelle Saint-Martin-du-Cardonnet est une chapelle romane située à Aumelas dans le département français de l'Hérault et la région Occitanie.

## Historique
La chapelle fut construite au XIIe siècle sur les ruines des thermes d’une villa gallo-romaine. Elle faisait partie d'un prieuré dont les vestiges se trouvent autour de la chapelle.
Durant le XVIIe siècle, elle permettait de desservir les mas de Lamouroux, Terrus, Figuières, Valoussière, Barral, Sainton. Autrefois, de nombreux lieux de culte étaient isolés afin de correspondre à un habitat souvent dispersé. 
Au début du XVIIe siècle un texte indique que l'ancien prieuré, et l'ancienne paroisse de Saint-Étienne de Prunet situé sur la commune de Aumelas, était rattachés à la paroisse et au prieuré de Saint-Martin-du-Cardonnet. Celle-ci est aujourd’hui en ruine.

### Catholiques et protestants
Au XVIe siècle, le lieu subit un assaut huguenot.
Un récit de 1899 intitulé La fédération des quatre mas, raconte une fraternisation des catholiques et des protestants dans cette chapelle.

### Restauration
L’édifice a fait l’objet de plusieurs restaurations. En 1974, la nef se dote d’un toit, l’abside se pare d’un glacis en ciment et une partie de la frise en dent d’engrenage est reprise. En 1995, la couverture détériorée de l’édifice est remplacée.

## Étymologie
La chapelle est proche de la mare de l'Estagnol, l’importance de ce point d’eau se voit dans le nom de l’église Saint-Martin. En effet les lieux de culte bâties proche d'un point d'eau étaient souvent dédiées à ce saint. Quant à la dénomination du Cardonnet, elle vient du chardon à foulon, utilisé pour carder la laine. 

## Localisation
La chapelle est située à l'est du château d'Aumelas dans une zone de garrigue, Le Cardonnet, qui a été utilisé comme terrain militaire.

## Protection
La chapelle fait l’objet d’un classement au titre des monuments historiques depuis le 12 juin 1989.

## Galerie

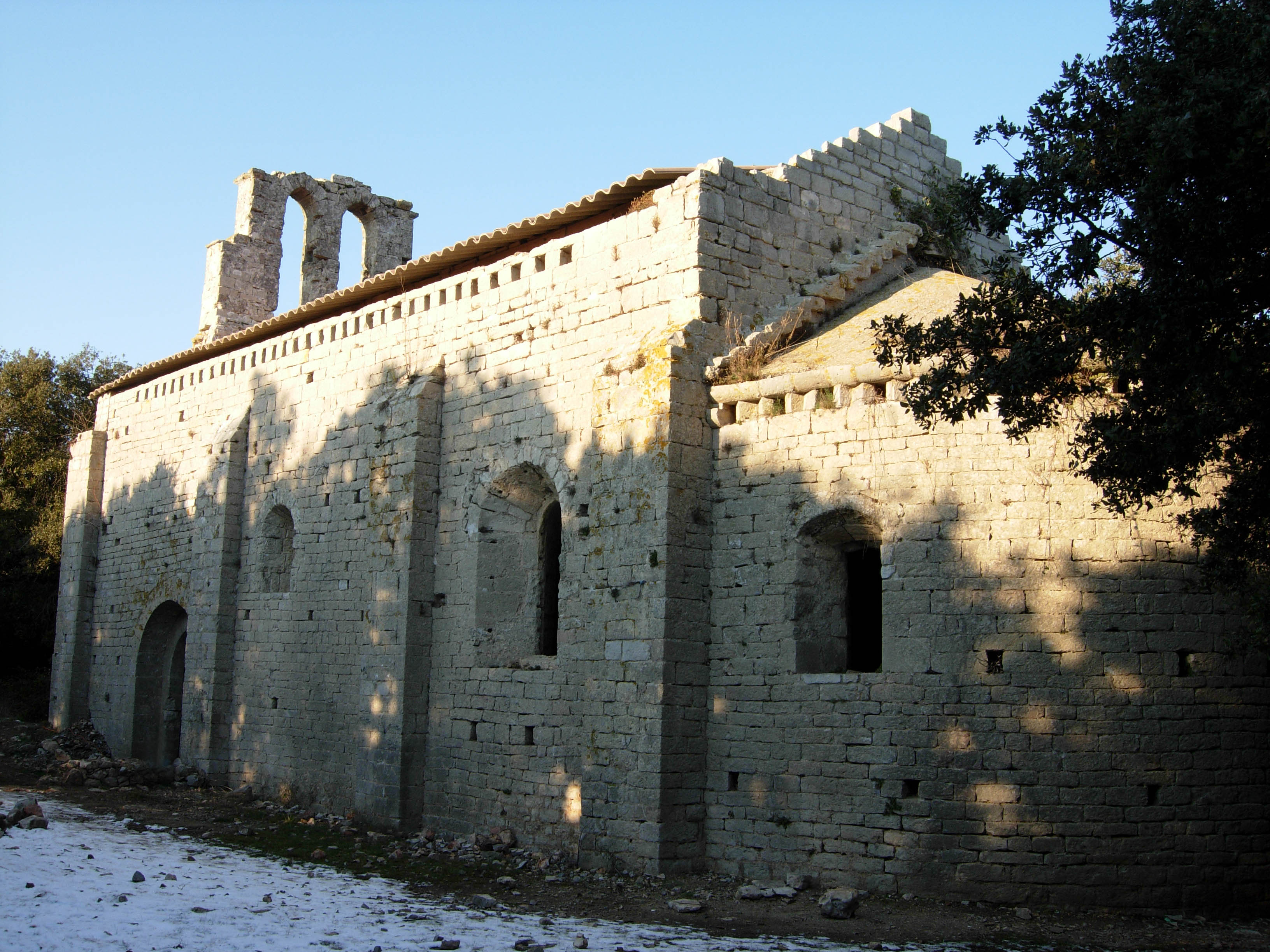
Chapelle en hiver.
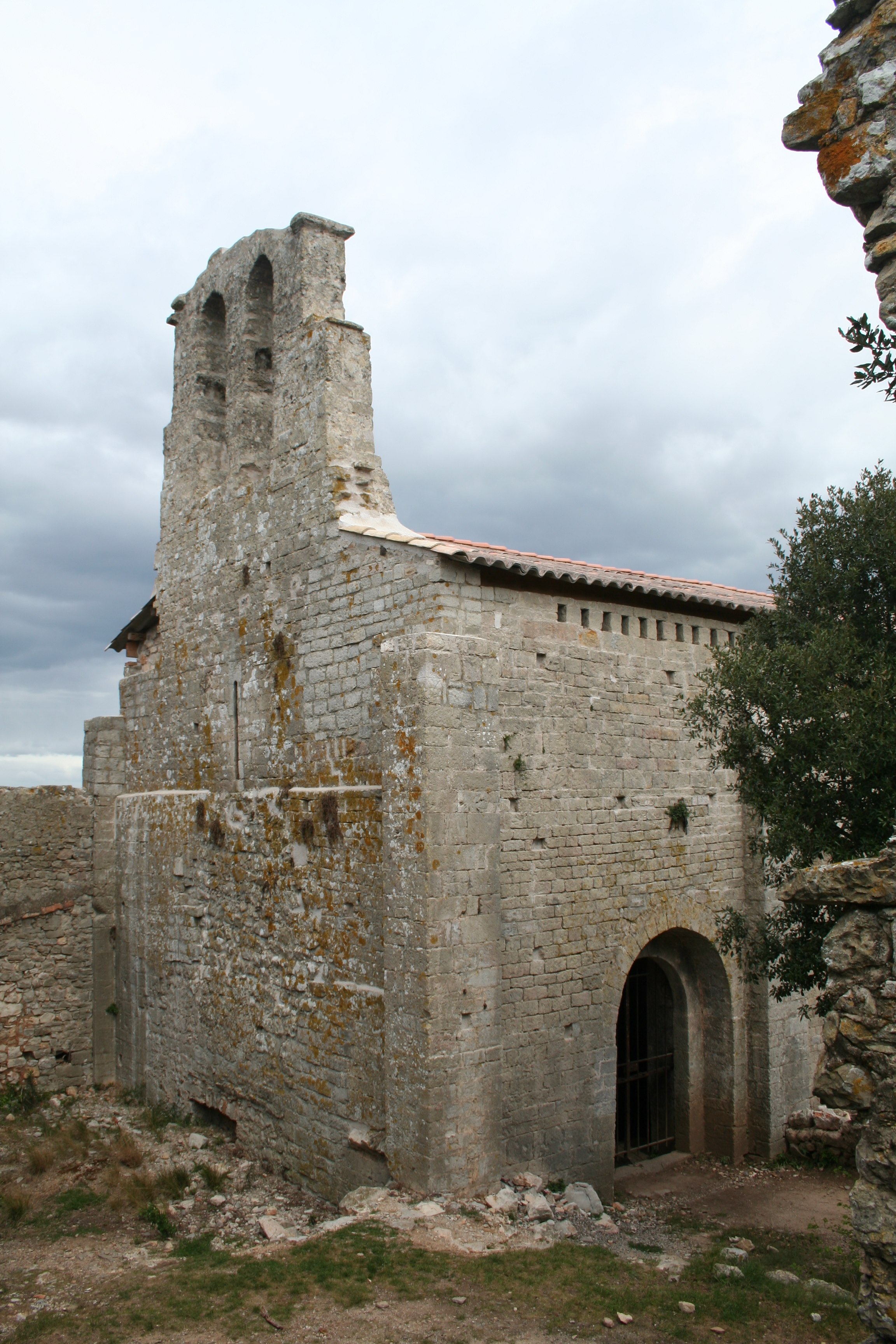
Façade occidentale.
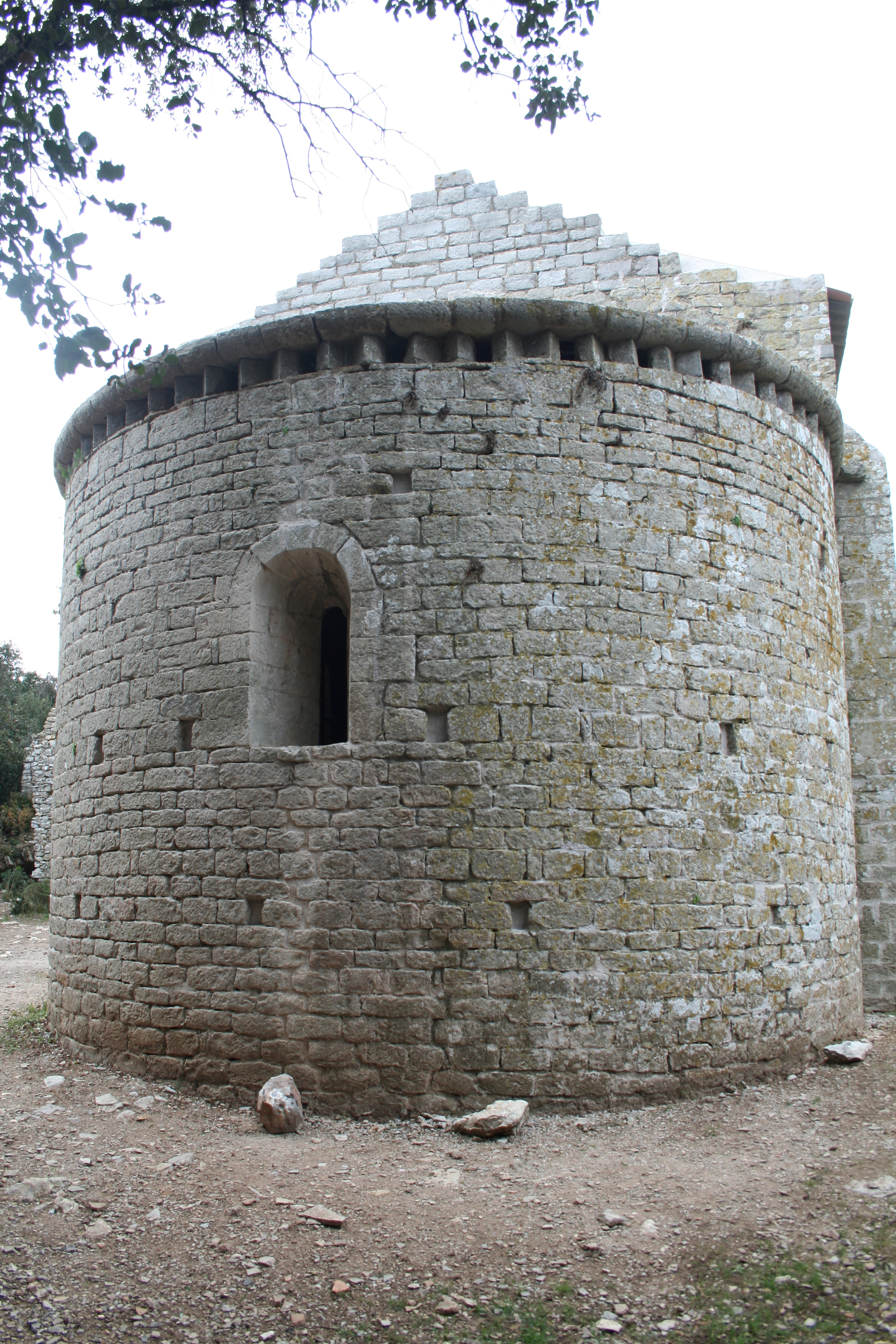
Chevet.
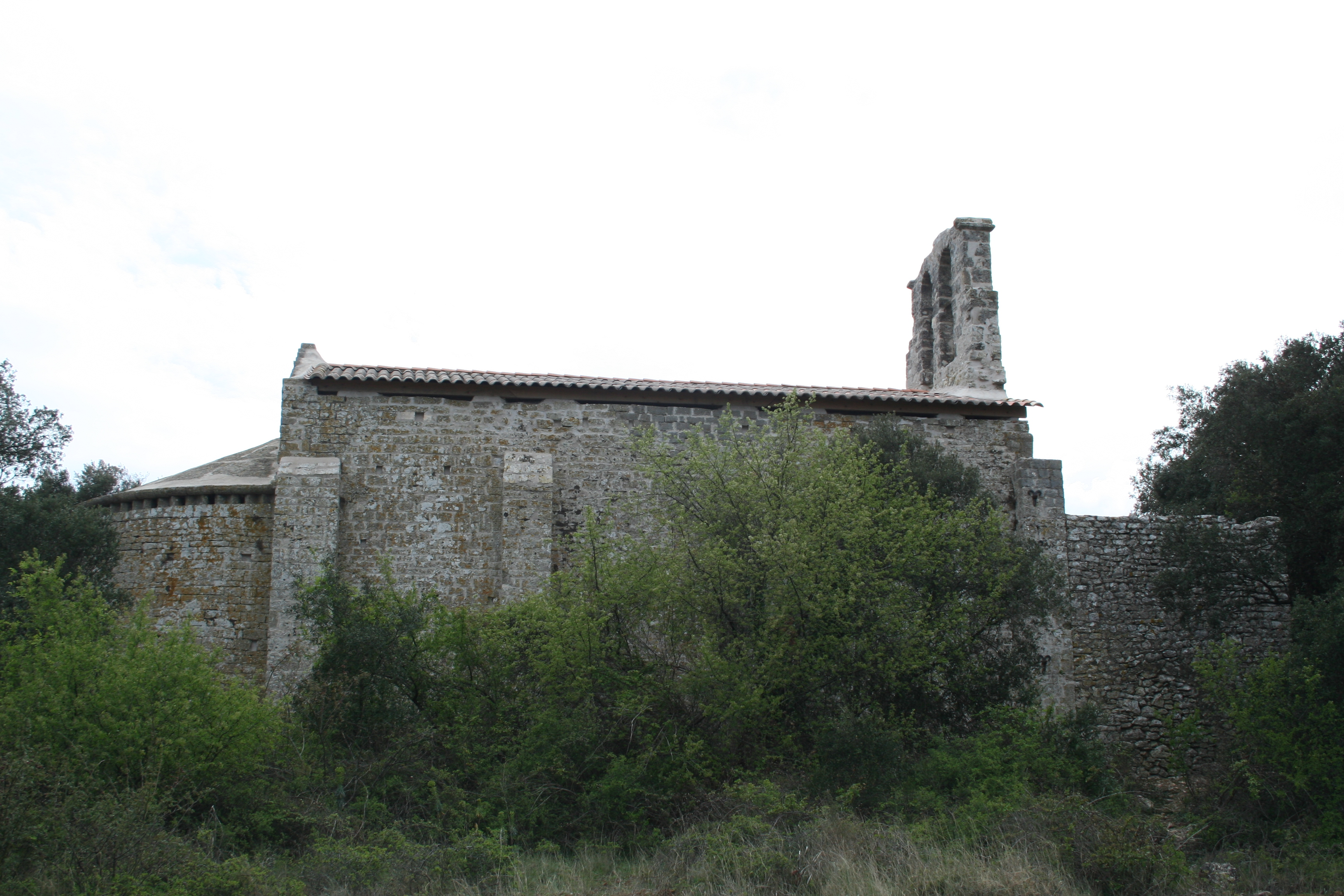
Façade nord.
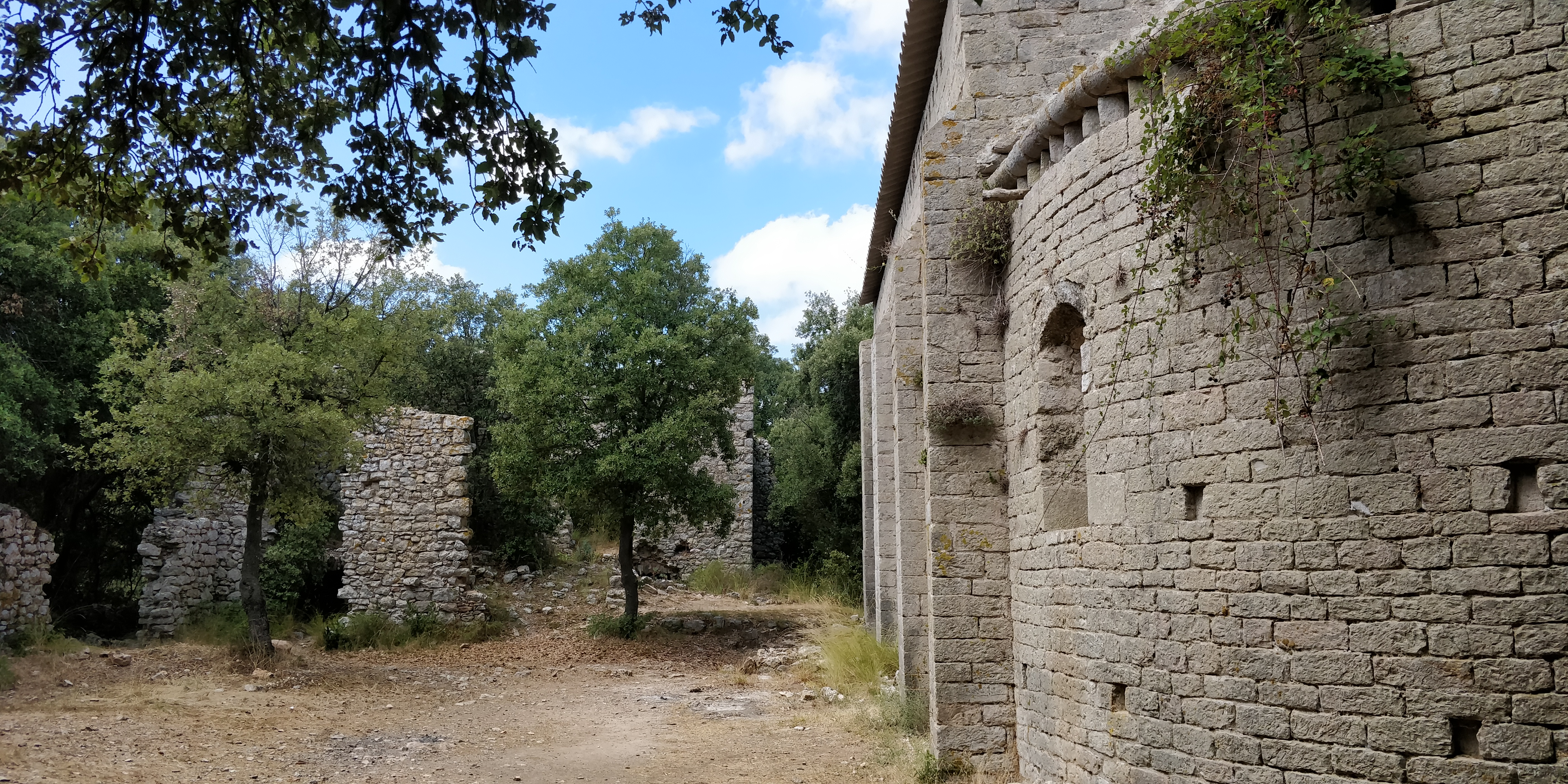
Chapelle Saint-Martin-du-Cardonnet et ruine du prieuré (Monastère)
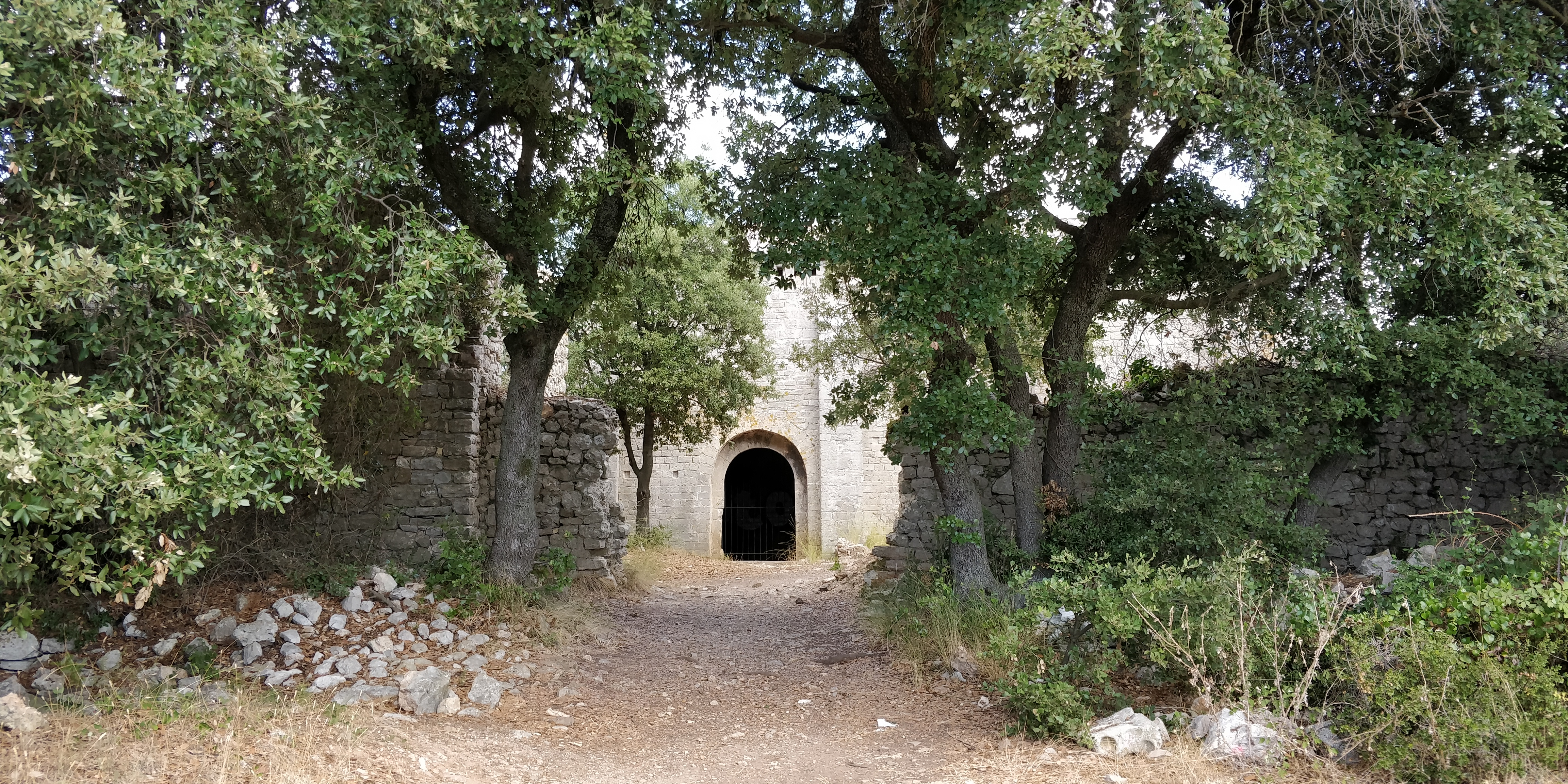
Entrée de la chapelle Saint-Martin-du-Cardonnet
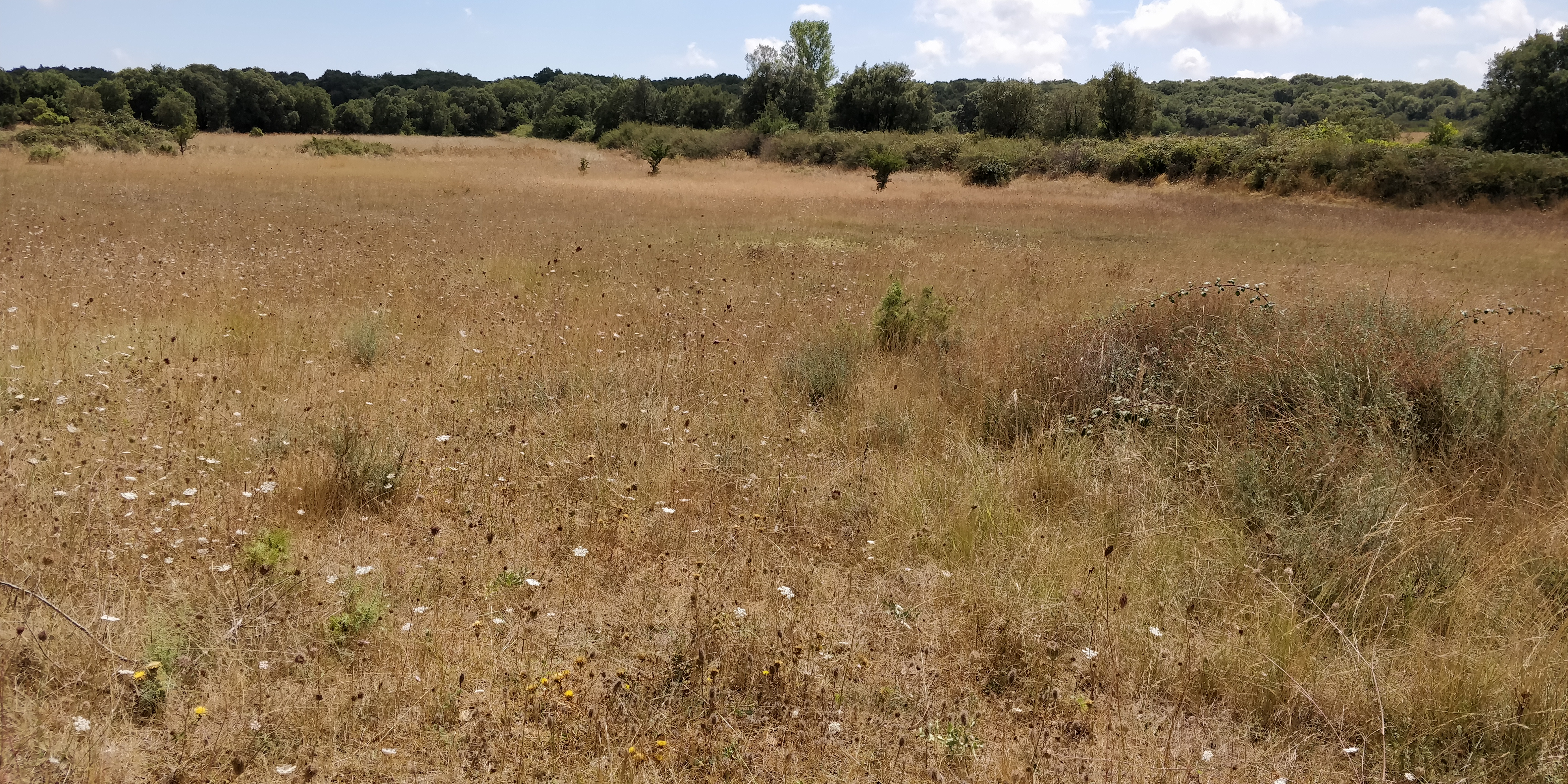
Plaine entre la mare et la chapelle
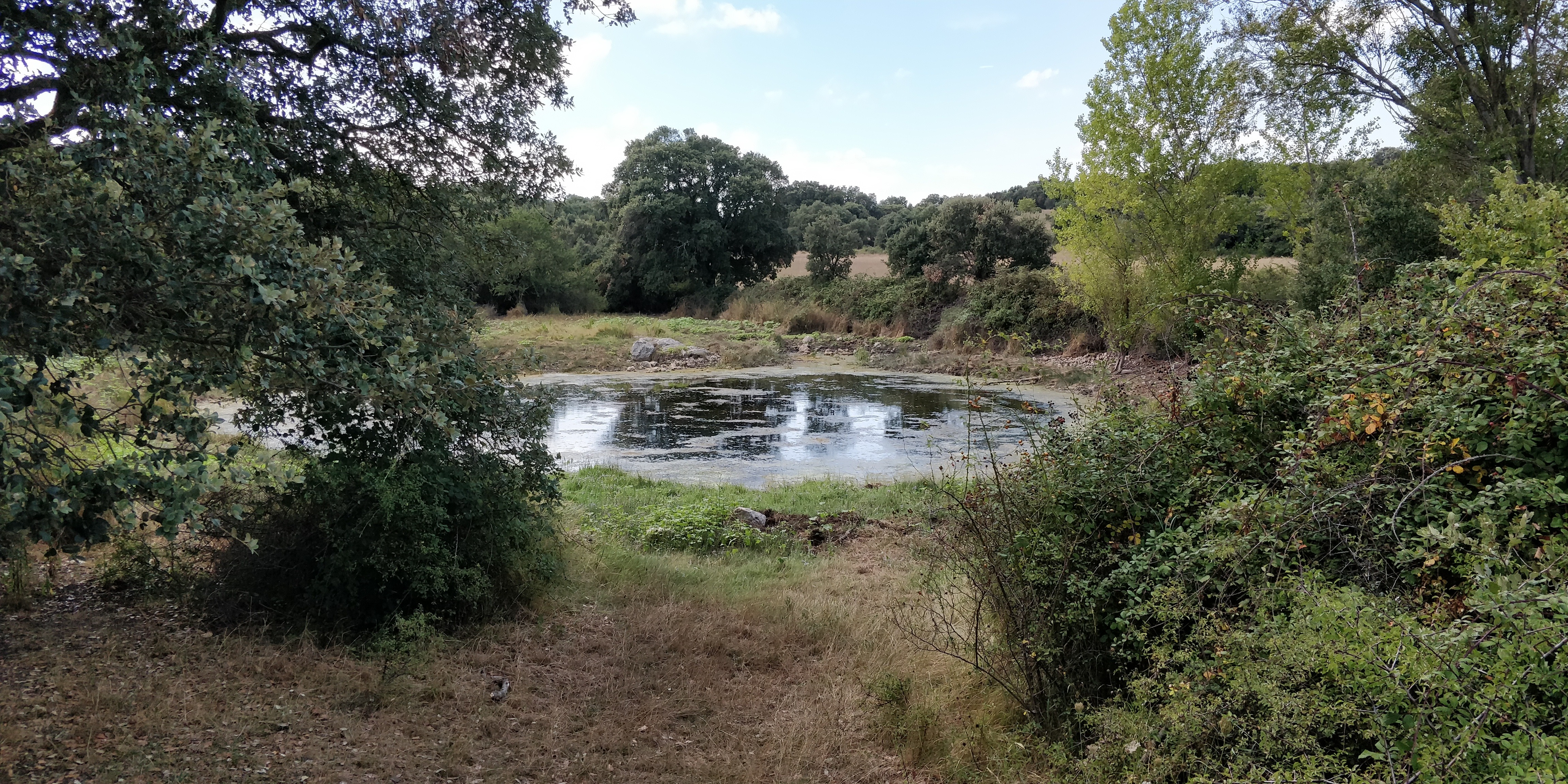
Mare proche de la Chapelle Saint-Martin-du-Cardonnet